# Laag Boskoop (plaats)
Laag Boskoop (historisch ook wel Laag-Boskoop of Laech Boscoop) is een buurtschap in de gemeente Alphen aan den Rijn in de Nederlandse provincie Zuid-Holland. Het bestaat uit lintbebouwing langs de gelijknamige straat. Laag Boskoop ligt ongeveer een kilometer ten noorden van de hoofdplaats Boskoop en ligt parallel aan de N455. Drie kilometer ten noorden van Laag Boskoop ligt Alphen aan den Rijn. De buurtschap is genoemd naar de gelijknamige polder. De naam Laag Boskoop komt al voor in de kohieren van de 10e penning uit de 15e en de 16e eeuw.

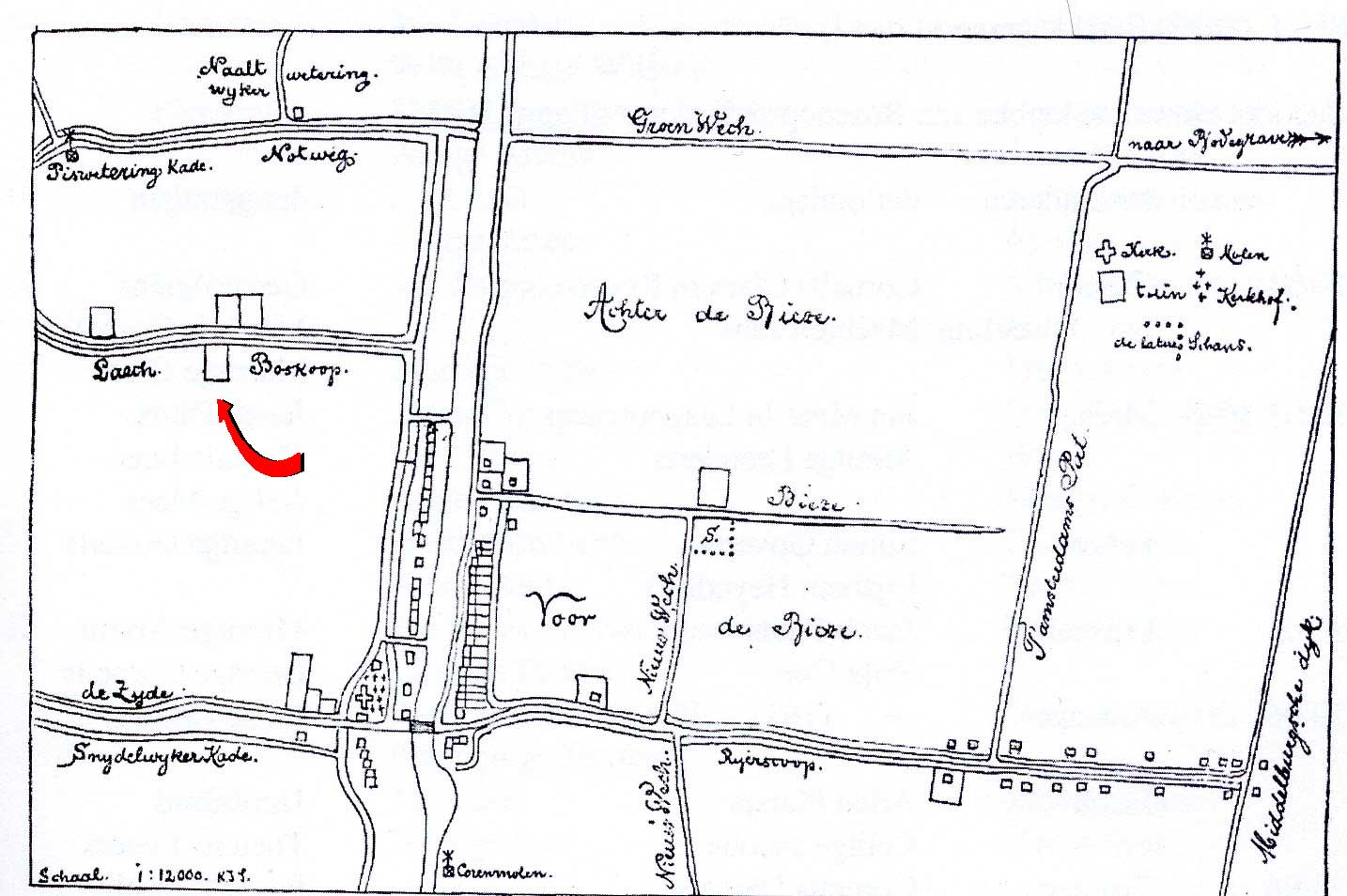
Plattegrond Boskoop ca 1600: Laag Boskoop bij rode pijl

Hoofdplaats: Alphen aan den Rijn     Wijken en Buurten: Oudshoorn · Ridderveld · Zegersloot · Hoorn · Hoge Zijde · Lage Zijde · Steekterpolder · Kerk en Zanen · Rietveld

Dorpen: Aarlanderveen · Benthuizen · Boskoop · Hazerswoude-Dorp · Hazerswoude-Rijndijk · Koudekerk aan den Rijn · Zwammerdam

Buurtschappen: Bent · Benthorn · De Roemer · Draaibrug · Gnephoek · Gouwsluis · Groenendijk · Groeneweg · Halve Raak · Heimansbuurt · Hogeveen · Hoogewaard · Hoorn · Kort-Steekterweg · Laag Boskoop · Lagewaard · Loete · Middelburg (deels) · 's-Molenaarsbuurt · Oostbuurt · Otweg · Ridderbuurt · Rietveld · De Roemer · Steekterweg/Goudse Rijpad · Spoelwijk · Voorweg · Westeinde

Historische gemeentes: Rijnwoude · Zuidwijk

Zuid-Holland: Steden en dorpen    Nederland: Provincies · Gemeenten